# Trionychoidea
Trionychoidea is een superfamilie uit de orde schildpadden (Testudines). Alle soorten zijn sterk op het water aangepast.

## Kenmerken
Alle soorten hebben een plat, glad schild zonder hoornplaten en flipper-achtige poten om beter te kunnen zwemmen. 

## Taxonomie
Er zijn twee families: de weekschildpadden (Trionychidae) en de Nieuw-Guinese tweeklauwschildpadden. Deze laatste familie is monotypisch, er is slechts één soort: de Nieuw-Guinese tweeklauwschildpad (Carettochelys insculpta), 

## Verspreiding en leefgebied
De Nieuw-Guinese tweeklauwschildpad (Carettochelys insculpta) komt voor in Australië en Nieuw-Guinea. De ongeveer 30 soorten weekschildpadden hebben een veel groter verspreidingsgebied en komen voor in Afrika, Amerika en Azië.

## Taxonomie
Superfamilie Trionychoidea
- Familie Nieuw-Guinese tweeklauwschildpadden (Carettochelyidae)
- Familie weekschildpadden (Trionychidae)